# 川原井正
川原井 正（かわらい ただし、1906年（明治39年）2月18日 - 2008年（平成20年）11月20日）は、日本の洋画家。茨城県出身。進藤章を会長とする「菁々会」の会員であり、発起人の一人である。

## 来歴
- 1906年（明治39年）茨城県東茨城郡鯉淵村大字五平（現・茨城県水戸市五平）で父、熊四郎と母、ちよの 四男として生まれる。
- 1912年（明治45年）東茨城郡鯉淵村尋常高等小学校に入学、1920年（大正9年）同校卒業。
- 1922年（大正11年）7月上京し、荒川区尾久町1丁目514番地に落ち着くも翌年関東大震災に遭遇する。
- 1924年（大正13年）川端画学校に入学しここで学ぶも、やがて1926年（大正15年）に本郷絵画研究所に移り、岡田三郎助画伯に師事。春台展にも数回出品する。
- 1931年（昭和6年）古典協会の会員となり約4年間青山研究所で制作を続け、新宿三越等での協会展に出品する。丁度この頃読売新聞社で油絵技法の講習会が開かれ、西洋古典のセオリーと技法をやったが、絵には時代感覚とか精神とかがなければならないので、古典そのままでいいとは思われない。所謂古典技法のマンネリ化に限界を感じた。そこで「今後の行うべき絵画に対する表現方法など型枠にはめられない個性を尊重し、自由に想いのままに描く、対象物の中に潜んだものを抉り出しこれをキャンパスに描きたい」との思いを強くした。同様の考え方を強烈に持っていた進藤章ら数名ともこれからの生き方や進むべき道などを真剣に協議した。

そこで当時の画壇から背を向けた新しい一派として、1939年（昭和14年）「菁々会」を結成した。会長は進藤章で事務所は進藤章宅（瀧野川区田端672）に置いた。そして同年11月、第1回菁々会展を銀座・三昧堂画廊で開催した。
その後場所を変えながら毎年開催したが特に第3回菁々会展は銀座・菊屋画廊での開催で、初日が1941年（昭和16年）12月9日からであり、正しく太平洋戦争（大東亜戦争）勃発の翌日ということで開催が危ぶまれたが、真剣に熟慮に熟慮を重ね戦況を冷静に見極めて開催を断行したのであった。誠にも厳しい中での開催であった。その時の様子の一端を進藤章は次の様に記している。即ち「会期中今年も亦川原井氏が毎日会場の番をしてくれる。午後四時ともなれば皆の同人が申し合わせた様に集まって来る。会場の片隅に置かれた瀬戸の火鉢をかこんで其処に置かれた数個の椅子、椅子の上には夕刊と号外とがちらばっている。海、陸、空軍の大きな戦果を盛って」と。しかしこの展覧会から新たに葛西康（後・秋田大学教授、一陽会会員ともなる）も参加し新たな会員となって「菁々会」も一段と盛り上がった。しかしその後戦争も次第に苛烈となり1944年（昭和19年）第6回展を銀座・菊屋画廊で3日間のみの開催をもって菁々会展の中止のやむなきに至る。　
- 1942年（昭和17年）5月には進藤章の紹介で、曹洞宗常堅寺の住職で教師をしていた及川英雄の長女、ちゑと見合い結婚をした。やがて住まいも荒川区尾久町から渋谷区幡ヶ谷中町（後、渋谷区笹塚に住居表示変更）に移転した。しかし戦争で総てを焼失し先ず何より家族を養い、生きて行かなければならなかった。これは単に菁々会会員だけの問題ではなく、日本国中の大問題でもあった。そこで先ず絵筆を断ち友人から乞われるまま友人の経営するメーターなどをつくる計器製造会社に勤め、小企業であったので営業活動など不慣れな仕事なども無我夢中でこなして行った。そして63歳の時役員定年で退職した。しかし絵に対する最も大切な充実期・完成期を台無しにしてしまったが少しずつ絵筆を執るように心掛け、努力し、作画活動を開始した。

丁度その頃、生き残った同志・進藤章、疎開して秋田県秋田市に在住していた葛西康と3人で1969年（昭和44年）「菁々会」を復活させ事務所を渋谷区笹塚の自宅に置き、その年（昭和44年）の11月銀座・月光荘ギャラリーで第7回菁々会展を開催した。その後毎年場所をかえて開催をした。
しかし会長の進藤章は体調を崩し、やがて喉頭癌の手術をして声帯が摘除され完全に発声が出来なくなり総て筆談となったが、「明治魂なる強靭な精神力」で他界する寸前の第11回菁々会展まで格調高い作品の発表を続けた。
- 1976年（昭和51年）5月18日、進藤章が永眠。享年76
- 1976年（昭和51年）10月追悼進藤章第12回菁々会展を銀座・ゑり円画廊で葛西康と二人で開催した。
- 1981年（昭和56年）10月には銀座・月刊美術画廊にて葛西康と油絵二人展を開催した。
- 1986年（昭和61年）には住まいを東京都町田市鶴川に移転し、次女の嫁いだ冨田一家と同居生活に入る。アトリエで作画活動するもやがて葛西康も病に倒れ1990年（平成2年）3月26日に永眠、満84歳だった。

たった一人きりになり、妻ちゑも2005年（平成17年）5月8日に行年94歳で他界して、完全に絵筆を断った。満93歳位までは一人で銀座の画廊まで出掛けたり、展覧会などにも行ったりしていたし、満100歳位まで散歩も日課にしていたが、やがて歩けなくなり、介護手当ての世話になり、2008年（平成20年）11月20日老衰で他界した。行年103歳の大往生であった。墓所は多磨霊園。